# یواس‌اس بره (پی‌اچ‌ام-۵)
یواس‌اس بره (پی‌اچ‌ام-۵) (به انگلیسی: USS Aries (PHM-5)) یک کشتی بود که طول آن ۱۳۳ فوت (۴۱ متر) بود. این کشتی در سال ۱۹۸۱ ساخته شد.